# Entomodestes coracinus
Entomodestes coracinus là một loài chim trong họ Turdidae.